# Сориано Калабро
Сориа̀но Ка̀лабро (на италиански: Soriano Calabro, на местен диалект Suriano, Суриано) е село и община в Южна Италия, провинция Вибо Валентия, регион Калабрия. Разположено е на 268 m надморска височина. Населението на общината е 2433 души (към 2012 г.).